# Asthena virgata
Asthena virgata là một loài bướm đêm trong họ Geometridae.